# Ба Аг Мусса
Ба Аг Муса (близько 1970 — 10 листопада 2020) — малійський бойовик і джихадист.

## Біографія
Муса народився у поселенні Тін-Ессако в 1970-х роках у регіоні Кідаль. У нього бамбарське і туарезьке коріння. Він пройшов військову підготовку в Лівії. Допомагав збройним силам Малі в повстанні туарегів у 1990-х роках. Під час повстання туарегів 2006 року, знову приєднався до армії Малі. Він отримав звання полковника і був відповідальний за оборону регіону Кідаль.
У 2012 році Мусса залишив збройні сили Малі і приєднався до Національного руху за визволення Азавада. Але через короткий час приєднався до організації Ансар Дайн за підтримки свого друга Іяда Аг Галі . У 2012 році брав участь у битві під Менакою, в битві під Агелоком і битві при Кідалі. У 2017 році Мусса приєднався до організації Джамаат Наср аль-Іслам вал Муслімін, взявши прізвисько «Абу Шаріат».
Після втручання збройних сил Франції в Малійський конфлікт Мусса залишився активним у Нарі та Кідалі. Він організував атаки на міста Нара, Діабалі та Ніоно.
17 березня 2019 року, за даними Малійської армії, Мусса очолив атаку на Діоуру. Однак ці заяви спростував Джамаат Наср аль-Іслам вал Муслімін. У 2020 році збройні сили Франції оголосили Мусу лідером Джамаат Наср аль-Іслам вал Муслімін. Журналіст Васім Наср писав, що мусса не був керівником організації, але все ж був важливим інструктором у групі. У червні 2020 року його підозрювали у керівництві засідкою в Боука Вере.
13 листопада 2020 року Флоранс Парлі, міністр збройних сил Франції, заявила, що Муса був збитий за три дні до цього в регіоні Менака в рамках операції «Бархан». Французи обстріляли групу з п'яти чоловік, що їхали в пікапі. Операція, відбулася за7 км на схід від міста Тадамакат. . Тіла убитих поховали на місці.